# حوزه انتخابیه دوم آیووا
حوزه انتخابیه دوم آیووا یک حوزه انتخابیه مجلس نمایندگان آمریکا است که در ایالت آیووا قرار دارد.